# پل لوروا (کماندار)
پل لوروا (فرانسوی: Paul Leroy‎; ۱۳ ژانویهٔ ۱۸۸۴ – ۹ آوریل ۱۹۴۹) کماندار اهل فرانسه بود.